# Amberana
Amberana (лат.) — род цикадовых из семейства церкопиды (Cercopidae). Известно более 20 видов. Эндемик Мадагаскара.

## Этимология
Название рода происходит от сочетания слов горы Amber (Мадагаскар) + -ana (близкий к).

## Описание
Мелкие цикадовые насекомые. От близких родов отличаются следующими признаками: имеют маленькие парамеры, которые почти не превышают пигоферный край; наличие треугольной ямки под передне-постклипеусным швом; задние лапки с одним шипом. Голова в ширину столько же, сколько в длину между глазами, передний край с килем. Срединная часть темени сильно изогнута, в нижней части уплощена вертикально и образует треугольник чуть выше границы заднещитика. Оцеллии близки друг к другу и разделены небольшим килем. Постклипеус выпуклый, полосатый латерально с треугольной ямкой чуть ниже передне-постклипеусного шва. Срединная часть заднещитика может быть сильно выражена или не выражена сульциформной бороздой. Рострум достигает мезококсы. Передний край переднеспинки прямой или слегка закруглённый, по три небольшие впадины с каждой стороны вдоль переднего края. Щитик немного длиннее ширины. Задние лапки с одним шипом на метатибиях.

## Классификация
Известно более 20 видов. Род был впервые выделен в 1908 году английским энтомологом Уильямом Лукасом Дистантом (1845—1922). Включен в состав трибы Rhinaulacini из подсемейства Cercopinae.
- Amberana attiei Soulier-Perkins, 2012[4]
- Amberana bergevini (Lallemand, 1920)[6]
- Amberana boucomonti (Lallemand, 1920)
- Amberana brolemanni (Lallemand, 1920)
- Amberana dimidiata (Signoret, 1860)
- Amberana elongata Distant, 1908
- Amberana fissurata Jacobi, 1917
- Amberana harandranomasina  Le Cesne & Soulier-Perkins, 2022[3]
- Amberana humeralis (Fallou, 1890)
- Amberana kraussi Synave, 1957
- Amberana lemuria (Distant, 1908)
- Amberana limbata Lallemand, 1955
- Amberana marginata (Fallou, 1890)
- Amberana maromandiana Lallemand, 1949[7]
- Amberana melanops (Jacobi, 1917)
- Amberana noualhieri (Lallemand, 1920)
- Amberana ouvrardi Soulier-Perkins, 2012[4]
- Amberana pascali Soulier-Perkins, 2012[4]
- Amberana peyrierasi  Soulier-Perkins & Le Cesne, 2022[3]
- ?Amberana perinetana  Synave, 1957 → Bourgoinrana
- Amberana pygmaea Schmidt, 1920
- ?Amberana rubescens  Synave, 1957 → Bourgoinrana
- ?Amberana sandrangatensis  Synave, 1957[8] → Bourgoinrana
- Amberana sexguttata (Melichar, 1915)
- Amberana tripunctata  (Lallemand, 1920)[6]
- Amberana uncinata Jacobi, 1917
- Amberana vittipennis (Bergroth, 1894)